# Hieronim Derdowski

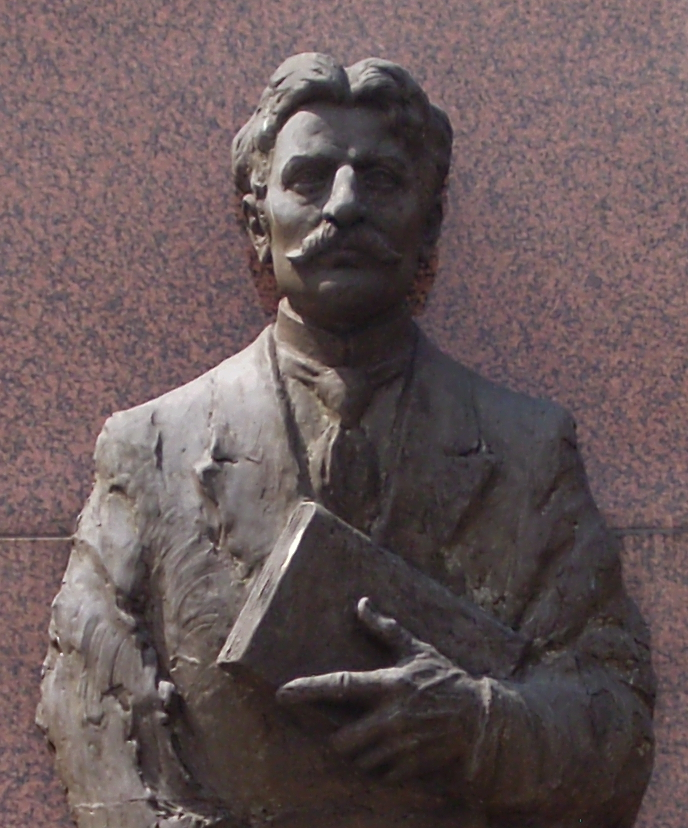
Pomnik Hieronima Derdowskiego w Rumi

Hieronim Derdowski (kaszb. Hieronim Derdowsczi lub Jarosz Derdowsczi; ur. 9 marca 1852 w Wielu, zm. 13 sierpnia 1902 w Winonie, Minnesota, USA) – polski poeta kaszubski, humorysta, dziennikarz, wydawca prasy emigracyjnej w USA.

## Życiorys
Pochodził z zamożnej rodziny chłopskiej. Stryjem i wychowawcą Derdowskiego był ks. Jan Derdowski, proboszcz w polskim Brzoziu w latach 1836–1851 oraz w Kazanicach (1851–1886). Derdowski uczył się w kilku szkołach m.in. w progimnazjum w Kurzętniku oraz gimnazjach w Chojnicach, Braniewie, Chełmnie i Olsztynku, które ukończył w 1870. Później pracował w księgarni w Poznaniu, a także jako prywatny nauczyciel w Wielkopolsce i na Kaszubach. Od 1876 publikował artykuły i utwory literackie w „Gazecie Toruńskiej”. W 1879 zamieszkał w Toruniu. Wszedł wtedy do redakcji tej gazety, nawiązał także kontakt z czasopismem „Przyjaciel”. Przez pewien czas współpracował z Pawłem Stalmachem przy wydawaniu Gwiazdki Cieszyńskiej. Z powodu szykan władz pruskich wyemigrował w 1885 do Stanów Zjednoczonych, gdzie w środowiskach polonijnych prowadził działalność społeczną i dziennikarską. W Detroit redagował „Gazetę Narodową” i „Pielgrzyma Polskiego”, zaś w Winonie od 1886 „Wiarusa”.
Jest autorem powiedzeń „Nie ma Kaszeb bez Polonii, a bez Kaszeb Polsci” (co miało oznaczać, że po uzyskaniu niepodległości przez Polskę Kaszuby muszą wrócić do państwa polskiego, ponieważ publicznie głosił, że są to ziemie polskie), „Nigdë do zgubië nie przyńdą Kaszubë” oraz autorem regionalnego Marsza Kaszubskiego. Podkreślał swoją polskość i kaszubskość jako jedność, a jego książka o regionie kaszubskim była pisana od początku do końca w duchu polskim. Po powrocie Kaszub do odrodzonej Polski w 1920 roku kult i upamiętnienie jego osoby zaczęły być powszechne, w praktyce stał się on naturalnym literackim podkładem do poczucia polskiej tożsamości narodowej wśród jeszcze większej liczby Kaszubów. Stał się też patronem wielu szkół i placówek, a do dziś jest patronem I Liceum Ogólnokształcącego w Kartuzach oraz patronem Szkoły Podstawowej nr 5 w Chojnicach.

## Twórczość
- O Panu Czorlińścim co do Pucka po sece jachoł[2], Toruń 1880
- Walek na jarmarku[3], Toruń 1883
- Kaszube pod Widnem[4], Toruń 1883
- Jasiek z Knieji[5], Toruń 1884
- Jasiek z Knieji i Szymek z Wiela w podróży do Ameryki, Winona (USA) 1889, [w:] „Wiarus”, 1889
- Nórcyk Kaszëbsczi, Winona (USA) 1897

Poemat O Panu Czorlińścim co do Pucka po sece jachoł był ważnym wydarzeniem w historii literatury regionalnej. Bohaterem utworu jest ubogi, ale dzielny i roztropny rybak-szlachcic z Chmielna. Zaczarowana czapka wpędza go w tarapaty i zmusza do wędrówki przez północne Kaszuby i ziemię słowińską. Dzięki tej podróży autor wprowadza do poematu różnorodne krajobrazy, typy ludzkie i sytuacje obyczajowe. Utwór ma charakter satyryczny, obecne są jednak także poważniejsze motywy, zwłaszcza we fragmentach dotyczących dawniejszej historii i związków Kaszubszczyzny z resztą Polski.

## Upamiętnienia
- 10 lutego 2021 na budynku przy ul. św. Ducha w Toruniu odsłonięto tablicę upamiętniającą artystę[6]
- Szkoła Podstawowa nr 5 w Chojnicach od 1958 r. nosi imię Jarosza Hieronima Derdowskiego
- W sierpniu 1957 roku w Wielu odsłonięto pomnik Derdowskiego[7]